# Krag-Jørgensen
Das Krag-Jørgensen ist ein Mehrladegewehr, das gegen Ende des 19. Jahrhunderts vom Artilleriehauptmann Ole Herman Johannes Krag, Vorsteher der staatlichen Waffenfabrik Kongsberg in Norwegen, und seinem Mitarbeiter Erik Jørgensen entwickelt wurde. Das Gewehr wurde 1889 von Dänemark als Ordonnanzwaffe eingeführt, 1892 folgten die Vereinigten Staaten, später Norwegen.

## Technik

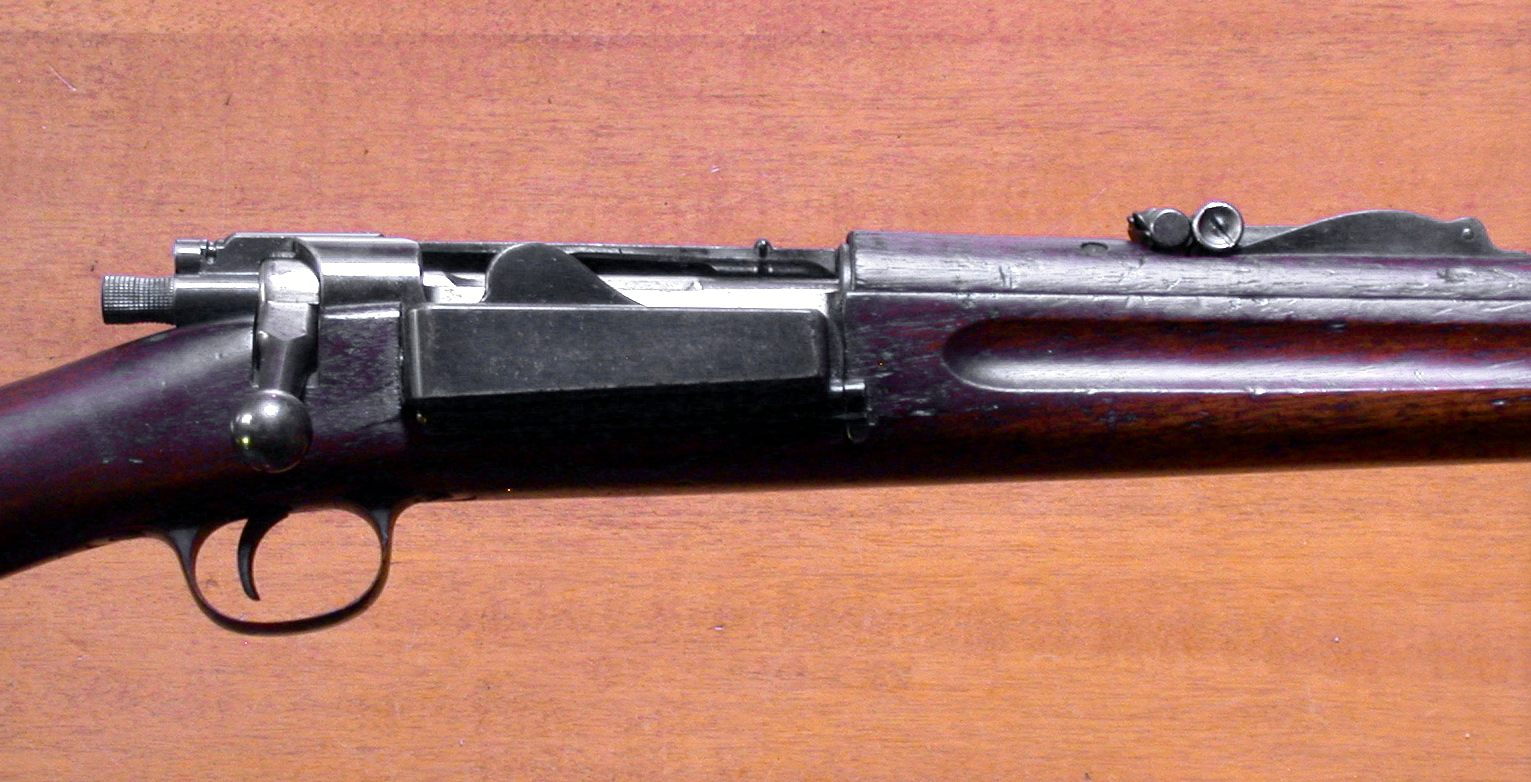
U.S. Krag Model 1898, Verschlusskasten

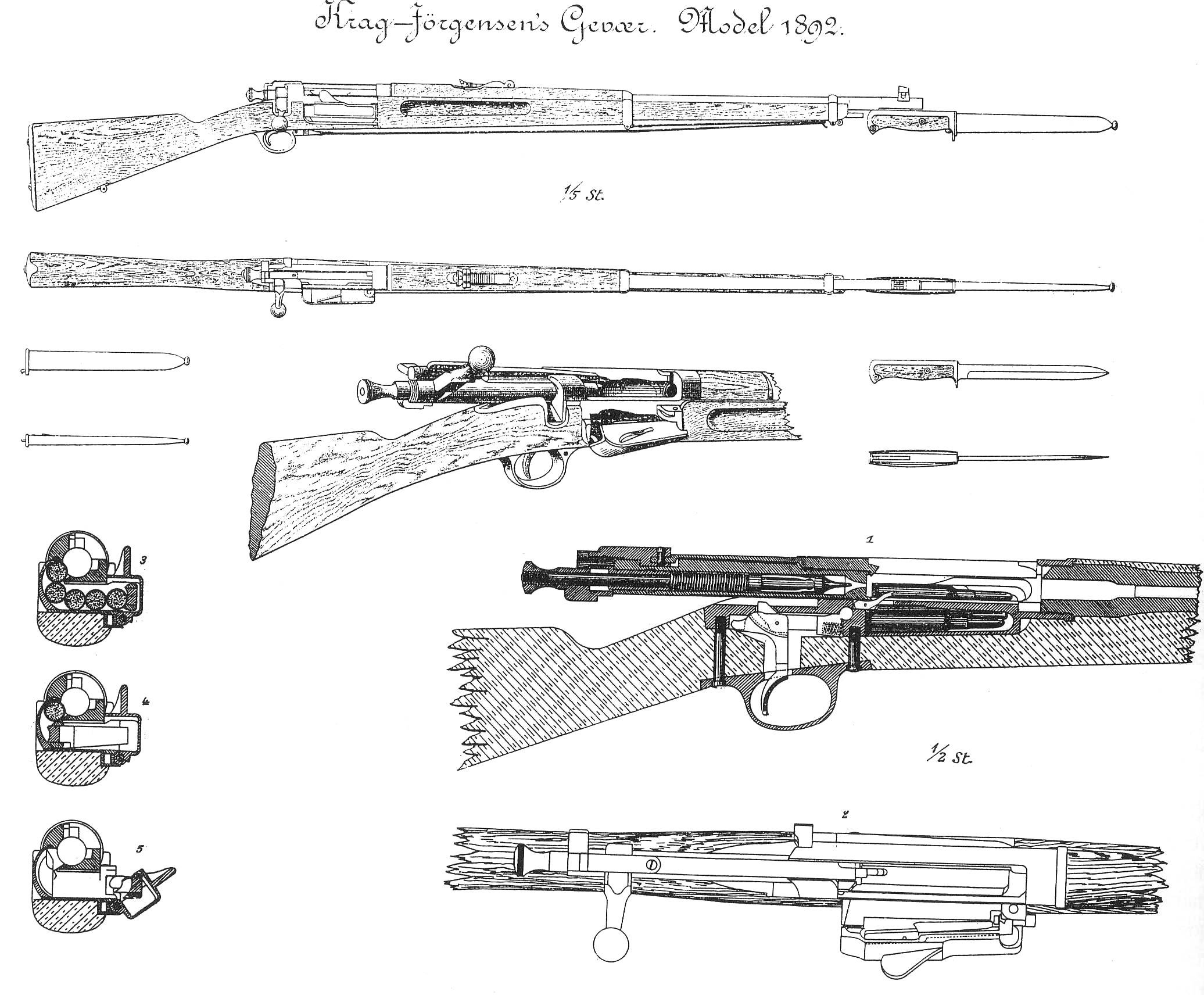
Schnittbilder der Krag-Jørgensen

Das besondere Merkmal dieses Gewehrs ist sein fünf Schuss fassendes Magazin. Die Patronen liegen in einer Reihe quer unter dem Verschlusszylinder, eine Patrone wird durch eine Kurve nach oben in Ladeposition gebracht. Gefüllt wird das Magazin mit Einzelpatronen durch eine Klappe am auf der rechten Seite herausragenden Magazin. Dies hat den Vorteil, dass Einzelpatronen auch bei verriegeltem Verschluss nachgefüllt werden können, was auch bei extremer Kälte mit Handschuhen möglich war. Im Gegensatz dazu kann das Magazin bei den meisten Mehrladern mit fest eingebautem Kastenmagazin nur bei geöffnetem Verschluss von oben nachgefüllt werden. Der Vorteil des Krag-Systems wird durch die Möglichkeit, beim Mausersystem mehrere Patronen mittels Ladestreifen auf einmal ins Magazin einzusetzen, mehr als aufgehoben.
Ein weiterer Nachteil des Krag-Systems war, dass der Verschlussmechanismus nicht so robust wie der von Waffen mit dem Mauser-Verschlussystem ist. Der Krag-Verschlusszylinder hatte nur eine Verschlusswarze vorn, so dass die Waffe nicht auf stärkere Patronen umgerüstet werden konnte.

## Dänemark
Das Interesse des dänischen Militärs brachte die Entwicklung des Gewehrs erst in Gang. Krag und Jørgensen präsentierten 1886 dort ihre ersten Entwürfe, die sie entsprechend den bei der Erprobung geäußerten Vorbehalten mehrfach überarbeiteten. Der ursprüngliche Prototyp verfügte über ein zehnschüssiges Magazin und wurde für zu schwer befunden. Drei Jahre später erfolgte dann die Aufnahme der Waffe in das Arsenal der dänischen Streitkräfte, wo sie bis zur Besetzung durch deutsche Truppen im Jahr 1940 verblieb.

## Vereinigte Staaten

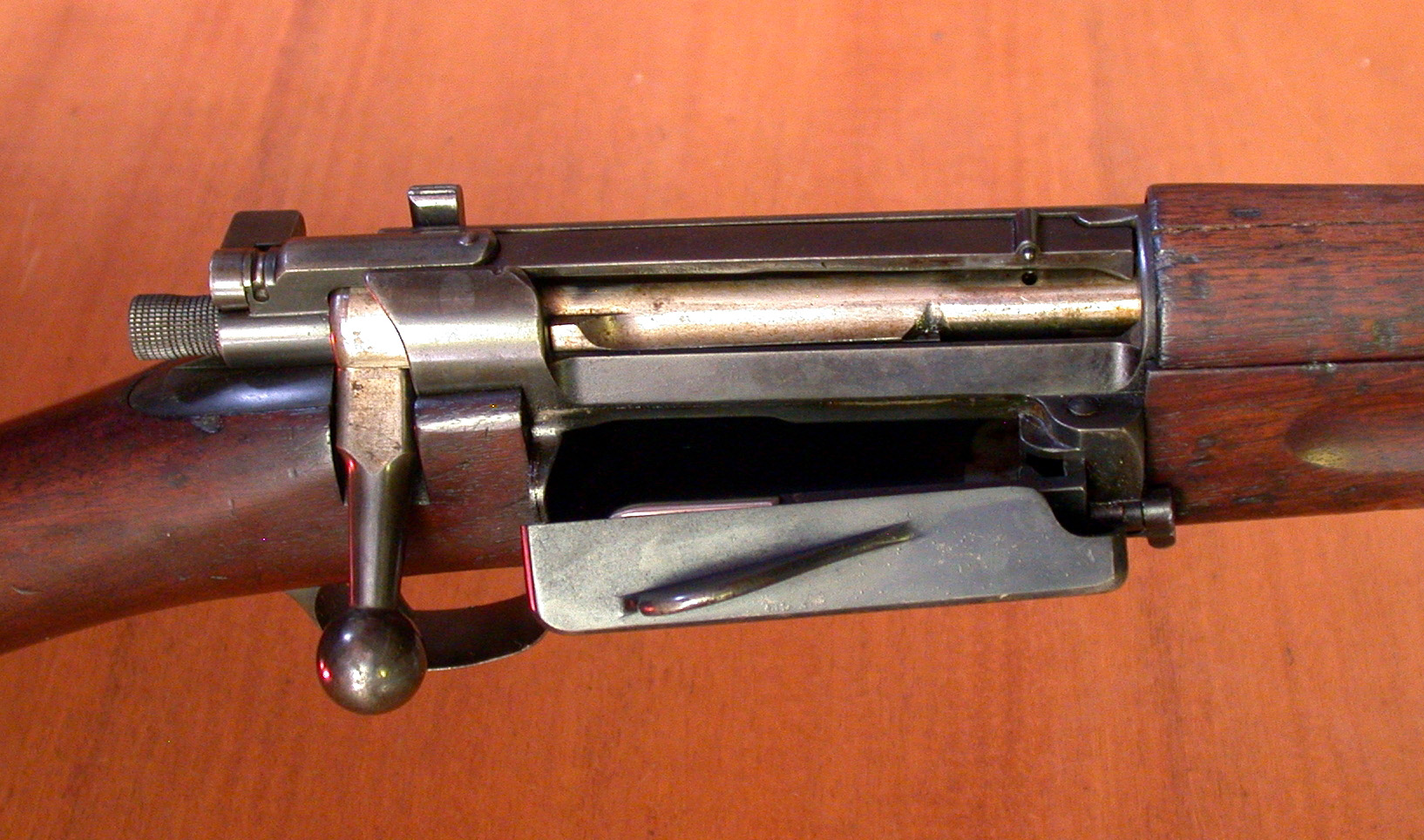
U.S. Krag Model 1898, Ladeklappe geöffnet

1892 entschied sich das US-amerikanische Zeugamt, die veralteten Springfield-Einzellader im Schwarzpulverkaliber .45-70 Government durch den in Norwegen entwickelten Mehrlader mit einer Lauflänge von 30 Zoll (762 mm) zu ersetzen. Zudem wurde eine Munition nach zeitgemäßen Standards entwickelt, die .30-40 Krag. Sie war die erste kleinkalibrige Patrone mit rauchschwachem Pulver im Dienst der U.S. Army. Zur Truppe kam das Krag-Gewehr aber erst zwei Jahre später, da durch Materialfehler und Modifikationswünsche umfangreiche Nachbesserungen notwendig wurden.

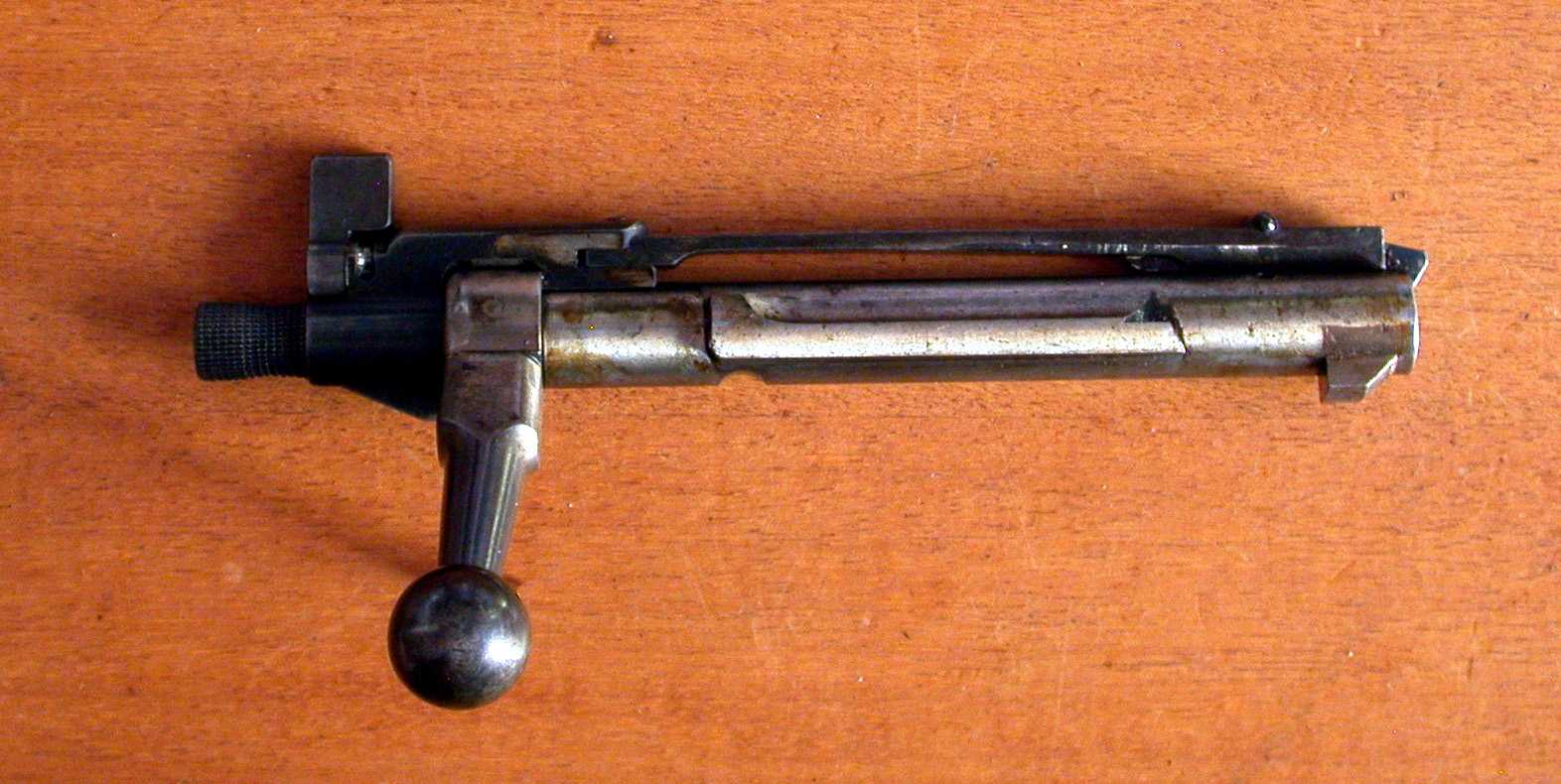
U.S. Krag Model 1898, Verschluss

Nachdem sich die Mausergewehre der spanischen Truppen im Spanisch-Amerikanischen Krieg besser bewährt hatten, – dank Ladestreifen konnten sie schneller geladen werden, zudem war die 7-mm-Mauserpatrone der .30-40 Krag ballistisch weit überlegen – wurde die Krag bereits 1903 ersetzt und 1907 zurückgezogen. Die neue Waffe, die Springfield-M1903-Rifle, hatte den Mauser-Lademechanismus und das dem Krag-Verschluss überlegene Mauserschloss. In den 1920er-Jahren veräußerte die US-Armee ihre Reservebestände, worauf die Krag in den Vereinigten Staaten zu einer beliebten Jagdwaffe wurde. In der Gegenwart ist die Waffe für Sammler vor allem deshalb interessant, weil nach vielerlei Um- und Nachrüstungen sowie Spezialmodellen eine große Vielfalt von Varianten im Umlauf ist.
In der Springfield Armory (Massachusetts) wurden, alle Ausführungen zusammengerechnet, etwa eine halbe Million Stück gefertigt. Die grundlegendsten Änderungen gegenüber dem dänischen Modell umfassten:
- Die originale Ladeklappe ließ sich nach unten schwenken, diese wurde durch eine horizontale Lade ersetzt.
- Die Hakensicherung wich einer Flügelsicherung.
- Der Kammerstängel wurde gekröpft.

## Norwegen
Die Armee des Herstellerlandes war die letzte Streitkraft, in der die Krag eingeführt wurde. Im Vorfeld hatte sich eine schwedisch-norwegische Kommission mit der 6,5 mm Schwedisch Mauser auf eine einheitliche Patrone einigen können, auf ein Einheitsgewehr jedoch nicht. Zu jener Zeit waren beide Länder noch in Personalunion verbunden. 1894 übernahm Norwegen die Krag aus eigener Produktion, Schweden das Mauser-Modell 1896. Die Krag 1894 unterschied sich dabei nur wenig von den amerikanischen Modellen. Das Gewehr blieb noch bis zum Zweiten Weltkrieg im Arsenal der norwegischen Armee.
Bei der Wehrmacht wurden etliche Varianten des Krag-Jørgensen offiziell verzeichnet und auch als Beutewaffe genutzt. Eine Übersicht dazu findet sich in der Liste von Mehrladerbüchsen gemäß den Kennblättern fremden Geräts D 50/1.

## Trivia
Das taucht unter anderem in folgenden Werken auf:

### Videospiele
- Battlefield 5
- Red Dead Redemption
- Red Dead Redemption 2

### Filme
- King Kong (1933)
- Wolfsmilch (1889)
- The King´s Choice - Angriff auf Norwegen (2016)

### Serien
- Rough Riders - Das furchtlose Regiment (1997)
- The Son (2017)